# Neocoelidia fuscodorsata
Neocoelidia fuscodorsata är en insektsart som beskrevs av Fowler 1900. Neocoelidia fuscodorsata ingår i släktet Neocoelidia och familjen dvärgstritar. Inga underarter finns listade i Catalogue of Life.